# Municipio de Osage (condado de Miller)
El municipio de Osage (en inglés: Osage Township) es un municipio ubicado en el condado de Miller en el estado estadounidense de Misuri. En el año 2010 tenía una población de 1585 habitantes y una densidad poblacional de 5,64 personas por km².

## Geografía
El municipio de Osage se encuentra ubicado en las coordenadas 38°14′29″N 92°17′32″O / 38.24139, -92.29222. Según la Oficina del Censo de los Estados Unidos, el municipio tiene una superficie total de 280.92 km², de la cual 279,11 km² corresponden a tierra firme y (0,65 %) 1,81 km² es agua.

## Demografía
Según el censo de 2010, había 1585 personas residiendo en el municipio de Osage. La densidad de población era de 5,64 hab./km². De los 1585 habitantes, el municipio de Osage estaba compuesto por el 98,3 % blancos, el 0,06 % eran afroamericanos, el 0,32 % eran amerindios, el 0,13 % eran asiáticos, el 0,13 % eran de otras razas y el 1,07 % eran de una mezcla de razas. Del total de la población el 0,57 % eran hispanos o latinos de cualquier raza.